# Malte aux Jeux olympiques d'été de 2024
Malte participe aux Jeux olympiques de 2024 à Paris. Il s'agit de sa 16e participation à des Jeux olympiques d'été.
En juillet 2024, le tireur Gianluca Chetcuti et la nageuse Sasha Gatt (en) sont nommés porte-drapeau de la délégation maltaise.

## Nombre d’athlètes qualifiés par sport
Voici la liste des qualifiés et sélectionnés maltais par sport (remplaçants compris) :
| Sport                                                                               | Hommes  | Femmes  | Total   |
| ----------------------------------------------------------------------------------- | ------- | ------- | ------- |
| Athlétisme                                                                          | 1       | 0       | 1       |
| Judo                                                                                | 0       | 1       | 1       |
| Sports aquatiques • Natation sportive • Plongeon • Natation artistique • Water-polo | 1 0 0 0 | 1 0 0 0 | 2 0 0 0 |
| Tir                                                                                 | 1       | 0       | 1       |
| Total                                                                               | 3       | 2       | 5       |

## Bilan général
| Sport      | Médaille d'or, Jeux olympiques | Médaille d'argent, Jeux olympiques | Médaille de bronze, Jeux olympiques | Total | Rang pays |
| ---------- | ------------------------------ | ---------------------------------- | ----------------------------------- | ----- | --------- |
| Athlétisme |                                |                                    |                                     |       |           |
| Judo       |                                |                                    |                                     |       |           |
| Natation   |                                |                                    |                                     |       |           |
| Tir        |                                |                                    |                                     |       |           |
| Total      |                                |                                    |                                     |       |           |

| Jour       | Médaille d'or, Jeux olympiques | Médaille d'argent, Jeux olympiques | Médaille de bronze, Jeux olympiques | Total |
| ---------- | ------------------------------ | ---------------------------------- | ----------------------------------- | ----- |
| 26 juillet |                                |                                    |                                     |       |
| 27 juillet |                                |                                    |                                     |       |
| 28 juillet |                                |                                    |                                     |       |
| 29 juillet |                                |                                    |                                     |       |
| 30 juillet |                                |                                    |                                     |       |
| 31 juillet |                                |                                    |                                     |       |
| 1er août   |                                |                                    |                                     |       |
| 2 août     |                                |                                    |                                     |       |
| 3 août     |                                |                                    |                                     |       |
| 4 août     |                                |                                    |                                     |       |
| 5 août     |                                |                                    |                                     |       |
| 6 août     |                                |                                    |                                     |       |
| 7 août     |                                |                                    |                                     |       |
| 8 août     |                                |                                    |                                     |       |
| 9 août     |                                |                                    |                                     |       |
| 10 août    |                                |                                    |                                     |       |
| 11 août    |                                |                                    |                                     |       |
| Total      |                                |                                    |                                     |       |

| Sexe   | Médaille d'or, Jeux olympiques | Médaille d'argent, Jeux olympiques | Médaille de bronze, Jeux olympiques | Total |
| ------ | ------------------------------ | ---------------------------------- | ----------------------------------- | ----- |
| Hommes |                                |                                    |                                     |       |
| Femmes |                                |                                    |                                     |       |
| Mixte  |                                |                                    |                                     |       |
| Total  |                                |                                    |                                     |       |

## Résultats

### Athlétisme

#### Hommes
| Athlètes     | Épreuve | Premier tour (ou tour préliminaire) | Premier tour (ou tour préliminaire) | Repêchage (ou premier tour) | Repêchage (ou premier tour) | Demi-finales | Demi-finales | Finale  | Finale  |
| Athlètes     | Épreuve | Temps                               | Rang                                | Temps                       | Rang                        | Temps        | Rang         | Temps   | Rang    |
| ------------ | ------- | ----------------------------------- | ----------------------------------- | --------------------------- | --------------------------- | ------------ | ------------ | ------- | ------- |
| Beppe Grillo | 100 m   | 10 s 69                             | 5e                                  | Éliminé                     | Éliminé                     | Éliminé      | Éliminé      | Éliminé | Éliminé |

### Judo
| Athlète          | Compétition    | 1er tour                         | 2e tour             | Quart de finale     | Demi-finale         | Repêchage           | Finale / CB         | Rang     |
| Athlète          | Compétition    | Adversaire Résultat              | Adversaire Résultat | Adversaire Résultat | Adversaire Résultat | Adversaire Résultat | Adversaire Résultat | Rang     |
| ---------------- | -------------- | -------------------------------- | ------------------- | ------------------- | ------------------- | ------------------- | ------------------- | -------- |
| Katryna Esposito | Moins de 48 kg | Baasankhüü (MGL) Défaite 00 - 10 | Éliminée            | Éliminée            | Éliminée            | Éliminée            | Éliminée            | Éliminée |

### Natation
| Athlète       | Épreuve         | Séries  | Séries | Demi-finales | Demi-finales | Finale  | Finale  |
| Athlète       | Épreuve         | Temps   | Rang   | Temps        | Rang         | Temps   | Rang    |
| ------------- | --------------- | ------- | ------ | ------------ | ------------ | ------- | ------- |
| Kyle Micallef | 50 m nage libre | 22 s 89 | 41e    | Éliminé      | Éliminé      | Éliminé | Éliminé |

| Athlète    | Épreuve            | Séries      | Séries      | Demi-finales  | Demi-finales | Finale   | Finale   |
| Athlète    | Épreuve            | Temps       | Rang        | Temps         | Rang         | Temps    | Rang     |
| ---------- | ------------------ | ----------- | ----------- | ------------- | ------------ | -------- | -------- |
| Sasha Gatt | 1 500 m nage libre | Non disputé | Non disputé | 17 min 0 s 54 | 16e          | Éliminée | Éliminée |

### Tir
| Tireurs           | Compétition     | Qualification | Qualification | Finale  | Finale  |
| Tireurs           | Compétition     | Points        | Rang          | Points  | Rang    |
| ----------------- | --------------- | ------------- | ------------- | ------- | ------- |
| Gianluca Chetcuti | Fosse olympique | 116           | 29e           | Éliminé | Éliminé |